# Corchiano
Corchiano là một thị xã thuộc tỉnh Viterbo, vùng Lazio, Italia. Đây là một khu vực định cư cổ của người Falisca trong thời Phục Hưng và sau này thuộc dòng họ Farnese.